# Faraclett Head
Faraclett Head är en udde i Storbritannien.   Den ligger i kommunen Orkneyöarna och riksdelen Skottland, i den norra delen av landet, 900 km norr om huvudstaden London. Faraclett Head ligger på ön Rousay.
Terrängen inåt land är platt åt nordost, men åt sydväst är den kuperad. Havet är nära Faraclett Head åt nordost.  Det finns inga samhällen i närheten. 